# Аваси
Аваси, наричана още Ивести (в Турция), Арабска, Балади, Деири, Шами, Сирийска или Гезирех е грубовълнеста, тлъстоопашата млечна овча порода от Арабския полуостров.

## Разпространение
Породата е разпространена в Израел, Сирия, Иран, Ирак и Саудитска Арабия. Има слаба аклиматизационна способност, особено в районите с повишена влажност. В България се използва за кръстосване с местни породи в породообразуването на Синтетична популация българска млечна овца.

## Характеристика на породата
Овцете тежат 60 kg, кочовете – 90 kg. Млечността в селекционните стада по време на лактационния период, който трае 200-300 дни, е над 300 литра. Средната влакнодайност на овцете е 1750 kg, на кочовете – 2250 kg. Плодовитостта е 120%.